# 木南了
木南 了（きなみ りょう、1992年4月10日 - ）は、東京都出身の元社会人野球選手（捕手）。右投右打。日本通運硬式野球部に所属していた。

## 来歴
中野区立江古田小学校時代に軟式野球を始め、中野区立北中野中学校では東京和泉シニアに所属。
千葉経済大学附属高校時代、正捕手としてチームを引っ張り、3年夏に2年ぶりの県ベスト8進出を達成した。
帝京大学時代は、1年時からリーグ戦に出場。2年春から正捕手、4年春からキャプテンを務め、2年秋、4年春の2度十傑入りの実績を残した。また、大学4年時リーグ選抜に選ばれオーストラリア遠征にも参加している。
大学卒業後は、日本通運に入社。1年目から公式戦に出場し、同年夏の都市対抗を予選1打席の出場で終え、秋の日本選手権で2大大会デビューを果たした。2年目5月の東北大会で西村祐太（JR東日本東北）のノーヒットノーランを阻止する左越えソロ本塁打をマーク。同6月の北海道大会4戦にスタメンで出場し、7大会ぶりの優勝に導く攻守の働きでMVPに輝いた。以降も数々の大会出場を果たしている。
2024年11月に日本通運硬式野球部の退部、現役引退を発表した。

## 選手としての特徴

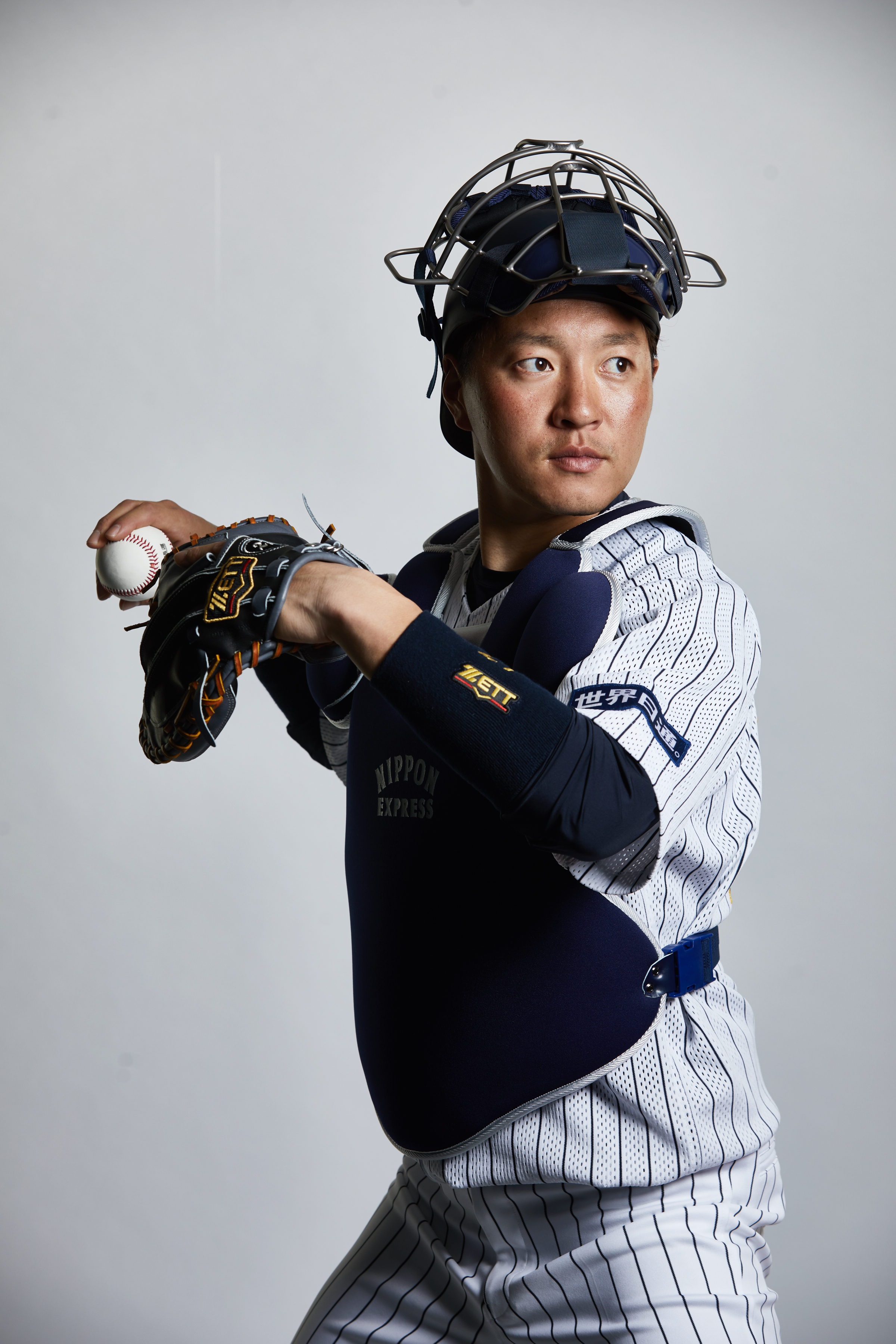

捕手としての洞察力が長けており、投手の良いところを最大限に引き出す。
思考を言語化することを得意とし、Instagram等で野球技術に関する投稿を定期的に行っており、フォロワーは1万人を超える。
選手からの信頼も厚い、社会人野球を代表する選手である。

## 主要大会の出場歴・最高成績
- 第42回社会人野球日本選手権大会 準優勝（2016年）
- 第88回都市対抗野球大会 準優勝（2017年）
- アジアウインターリーグ 社会人選抜（2017年）
- アジアウインターリーグ 社会人選抜（2018年）

## 主な表彰・タイトル
- JABA北海道大会 MVP （2016年）

## 日本代表キャリア
- 第28回 BFA アジア選手権（2017年）
- 第18回 アジア競技大会（2018年）
- 第19回 アジア競技大会（2023年）[1]